# Акчулаков, Урал Акчулакович
Урал Акчулакович Акчулаков (каз. Орал Ақшолақұлы Ақшолақов; 16 июня 1936, Атырау, Казахстанская ССР, СССР — 13 февраля 2023) — советский и казахстанский ученый в нефтегазовой отрасли, исследователь недр, один из основоположников казахстанской геологоразведки. 
Кандидат геолого-минералогических наук (1976), профессор, академик Академии минеральных ресурсов Республики Казахстан. Почётный разведчик недр, отличник разведки недр СССР и Казахстана, лауреат Государственной премии Республики Казахстана имени Аль-Фараби в области науки и техники (2015).

## Биография
Родился 16 июня 1936 года в Атырау (бывший Гурьев).
В 1958 году окончил Московский нефтяной институт имени И. М. Губкина по специальности «геолог».
В 1976 году защитил кандидатскую диссертацию, тема диссертации: «Особенности геологического строения и размещения залежей нефти и газа в южной части Прикаспийской впадины».
Трудовую деятельность начал в 1958 году коллектором Западно-Казахстанского геологического управления и Гурьевской укрупненной территориальной разведочной экспедиции нефти и газа.
С 1958 по 1972 год — коллектор, геолог, старший геолог, технический руководитель, начальник отдела Западно-Казахстанского геологического управления и ГУТНРЭ.
С 1972 по 1983 год — зав. лабораторией, зам. директора по научной работе КазНИГРИ.
С 1983 по 1985 год — начальник Балыкшинской НРЭ.
С 1985 по 1988 год — начальник Западно-Казахстанской экспедиции по ГИС.
С 1988 по 1992 год — главный геолог, начальник партии Алма-Атинской геофизической экспедиции, начальник геологического отдела ПГО «Казгеофизика».
С 1992 по 1994 год — начальник главного управления нефти и газа Министерства геологии и охраны недр РК.
С 1994 по 1998 год — зам. начальника главного управления минеральных ресурсов «Казгоснедра».
С 1998 по 2001 год — генеральный директор СП «Степной леопард».
С 2001 по 2003 год — главный специалист ТОО «Горно-экономический консалтинг».
С 2003 года — директор ТОО «Центроконсалтинг», Учредитель, член попечительского совета Общественного фонда «Мұнайшы» им. Н. А. Марабаева.
Скончался 13 февраля 2023 года.

## Научная деятельность
Автор более 170 опубликованных и рукописных научных трудов, Нефтяной энциклопедии Казахстана обоих выпусков.
Первооткрыватель ряда месторождений нефти и газа — Прорва, Мартыши, Камышитовый, Жанажол, Жетыбай, Узень, Тасбулат, Кенкияк, Урихтау, Карачаганак и др.

## Награды и звания
- 1970 — Медаль «За доблестный труд»;
- 1980 — Отличник разведки недр СССР;
- 1982 — Медаль «За заслуги в разведке недр»;
- 1985 — Медаль «Ветеран труда»;
- 1999 (5 сентября) — Указом президента РК награждён медалью «Ерен еңбегі үшін» — за доблестный труд в честь 100-летия казахстанской нефти.;
- 2002 — Почётный разведчик недр;
- 2009 (5 сентября) — Указом президента РК награждён орденом «Курмет» — за доблестный труд в честь 110-летия казахстанской нефти.;
- 2009 — Медаль «Kazenergy»;
- 2013 — Нагрудный знак «За вклад в развитие нефтегазовой отрасли Республики Казахстан»;
- 2014 — Лауреат Европейского Гран-при за качество в номинации «Нефть и газ»;
- 2015 (3 декабря) — Государственная премия Республики Казахстан в области науки и техники имени Аль-Фараби за цикл работ «Научное обоснование углеводородного потенциала Республики Казахстан»;[5][6]
- 2016 — звания «Заслуженный нефтяник Казахстана»;
- 2016 — звания «Почётный гражданин Атырауской области»;
- 2019 (5 сентября) — Указом президента РК награждён орденом «Парасат» — за доблестный труд в честь 120-летия казахстанской нефти.;[7][8]

## Семья
Сын — Марат Акчулаков (род. 1967) — менеджер по развитию бизнеса в Jupiter Energy Limited.
Сын — Болат Акчулаков (род. 9 апреля 1971) — министр энергетики Республики Казахстан с 11 января 2022 года.